# Куріхара (Міяґі)

38°43′49″ пн. ш. 141°1′17″ сх. д. / 38.73028° пн. ш. 141.02139° сх. д.
Куріха́ра (яп. 栗原市, くりはらし, МФА: [kuɾʲihaɾa ɕi̥]) — місто в Японії, в префектурі Міяґі.

## Короткі відомості
Розташоване на півночі префектури. Основа економіки — сільське господарство. Найбільший центр рисівництва усієї префектури. 2005 року місто поглинуло 10 сусідніх містечок та сіл. Станом на 1 жовтня 2008 площа міста становила 804,93 км². Станом на 1 січня 2009 населення міста становило 76 810 осіб.
11 березня 2011 року, о 14:48, постраждало від сильного землетрусу потужністю 7 балів за шкалою Ріхтера.

## Міста-побратими
- Акіруно, Японія (1985)